# Massachusetts zászlaja
Az íjat tartó indián a gyarmat emblémája volt a 17. század első felében. A csillag a Commonwealth of Massachusetts szimbóluma.
A mottót 1775-ben fogadta el Massachusetts Kongresszusa, Angliának szánt burkolt üzenetként („A békét keressük a karddal, de csak a szabadság békéjét”). A címercsúcsot, a kardot tartó kezet 1780-ban helyezték el a pajzs tetején.